# Sân bay Maturín
Sân bay Maturín (IATA: MUN, ICAO: SVMT), là một sân bay tại Maturín, Venezuela. Sân bay này có một đường băng dài 2100 m bề mặt nhựa đường.

## Các hãng hàng không và các tuyến bay
Hiện có các hãng hàng không sau đây đang hoạt động tại sân bay này:
- Aserca Airlines (Caracas)
- Conviasa (Caracas, Porlamar)